# Javier Abreu
Javier Abreu (Maldonado, 1980) es un artista, escritor y performer uruguayo más conocido como El empleado del mes, nombre que obtuvo de uno de sus proyectos artísticos.

## Biografía
Estudió en la Escuela de Bellas Artes donde obtuvo el título de Licenciado en Artes Plásticas y Visuales, y es miembro de la Fundación de Arte Contemporáneo (FAC). El personaje que creó en 2002, El empleado del mes se inspiró en la figura del mismo nombre de una cadena de comida rápida; fue creado para el concurso Paul Cézzane que organizó la Embajada de Francia en Uruguay en 2002. En ese concurso obtuvo una mención que le permitió viajar a un festival de fotografía en Arlés, Francia. Ese personaje cuestionaba la vida cotidiana bajo la crisis que afectaba a Montevideo, Uruguay. En su obra, trabaja con conceptos y muchas veces utiliza su cuerpo como herramienta para exponer sus puntos de vista.
Al paso del tiempo el personaje ha ido evolucionando dando lugar a nuevas performances y proyectos que lo han llevado a exponer por varias partes de América Latina.

## Algunas exposiciones
- Otro próspero, Espacio de Arte Contemporáneo, Montevideo, 2015
- Salame, Centro Cultural Recoleta, Buenos Aires, 2012
- El empleado del mes, Embajada de Francia en Uruguay, 2002

## Premios
- 2019 3er Premio. Premio Montevideo de Artes Visuales. Centro Municipal de Exposiciones.
- 2019 Seleccionado. 8º Festival Internacional de videoarte de Camagüey, Cuba (FIVAC)
- 2018 Seleccionado. 58.º Premio Nacional de Artes Visuales. Espacio de Arte Contemporáneo.
- 2017 Seleccionado. Premio Montevideo de Artes Visuales. Centro Municipal de Exposiciones.
- 2016 Bienal de Santa Cruz de la Sierra. Bolivia.
- 2012, participó de la feria de fotografía BAPhoto
- 2012, participó en la 1.ª Bienal de Montevideo
- 2011, obtuvo el 5° Premio de la Bienal de Salto
- 2009, participación en la 29° Bienal de San Pablo
- 2009, participación en la Décima Bienal de La Habana
- 2008, obtuvo el 1º Premio Paul Cézzane de la Embajada de Francia en Uruguay[1]
- 2002. mención concurso Paul Cézanne de la Embajada de Francia en Uruguay